# George Edward Mannering

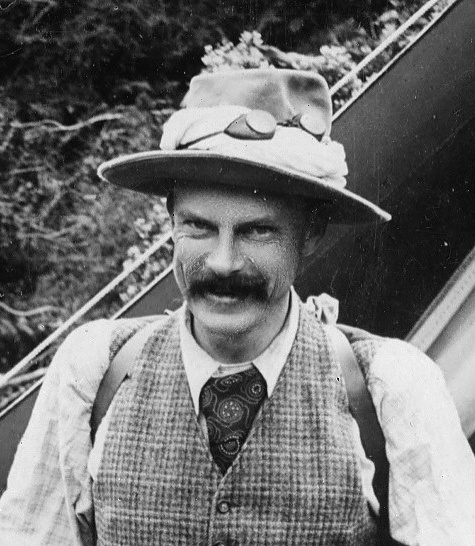
George Edward Mannering (1895)

George Edward Mannering (geboren am 31. Juli 1862 in Birch Hill Station, Canterbury, Neuseeland; gestorben am 29. Oktober 1947 in Christchurch, Neuseeland), auch bekannt als Guy Mannering, war ein neuseeländischer Bergsteiger und Autor.

## Leben

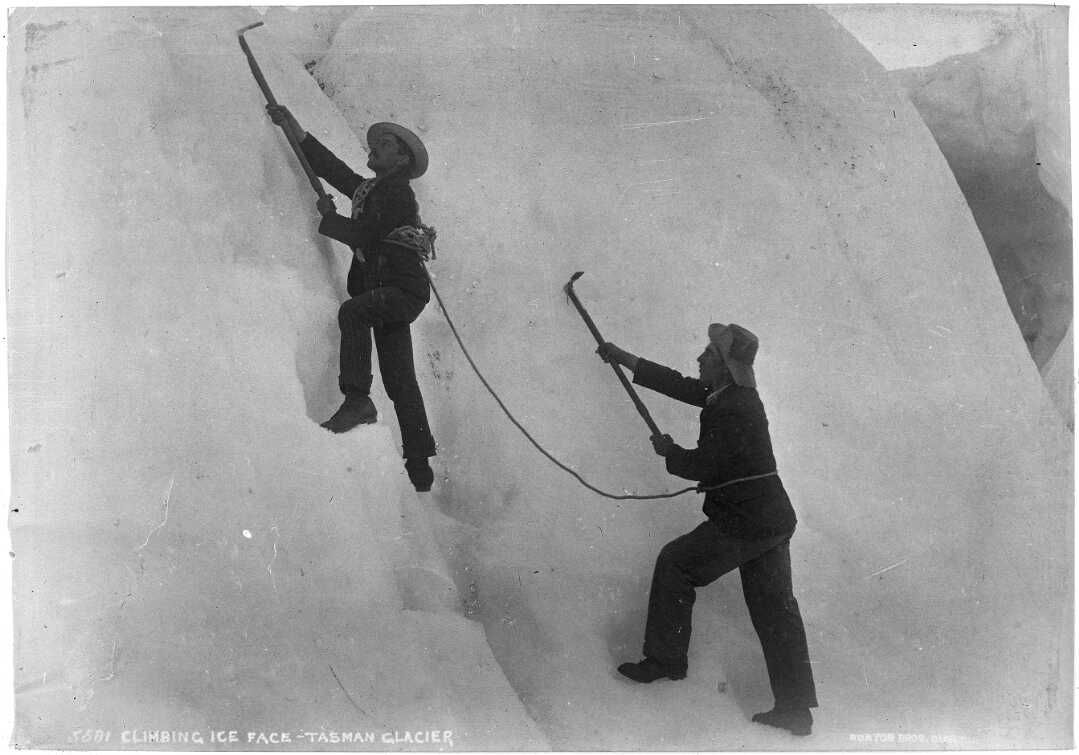
Mannering (links) und Marmaduke Dixon beim Eisklettern

George Edward Mannering kam 1862 in Birch Hill Station in der Region Canterbury als Sohn des Farmers Theophilus Samuel Mannering und dessen Frau, der Lehrerin Annie Buckham, zur Welt. Er besuchte das Christ’s College in Christchurch, verließ die Schule jedoch im Alter von 15 Jahren, um auf der väterlichen Farm zu helfen. Nachdem ihm die Arbeit dort nicht zusagte, begann er im Mai 1876 in Rangiora für die Union Bank of Australia zu arbeiten. Mannering blieb dem Arbeitgeber sein ganzes Berufsleben lang treu und arbeitete sich zum Leiter verschiedener Niederlassungen in Neuseeland hoch. Daneben verfasste er mehrere Bücher über das Leben in Neuseeland, insbesondere zur Bergwelt, aber auch zum Fischen. Mannering verstarb am 29. Oktober 1947 in seinem Wohnsitz in Christchurch.

### Bergsteigen
1882 versuchte sich der Ire W. S. Green am noch unbestiegenen, 3724 m hohen Aoraki/Mount Cook. Der Versuch scheiterte, hatte jedoch großen Einfluss auf Mannering, der befand, dass der höchste Gipfel Neuseelands nicht von einem Ausländer erstbestiegen werden sollte. Er begann, sich dem Bergsteigen zu widmen, und unternahm im März 1886 zusammen mit einem Cousin seinen ersten Versuch am Aoraki. Dieser scheiterte und es folgten fünf weitere Versuche, wobei er 1890 eine Höhe von 200 Fuß unter dem Gipfel erreichte. Die Erstbesteigung gelang jedoch 1894 seinen Landsmännern Tom Fyfe, George Graham und Jack Clark. Andere Gipfel der Neuseeländischen Alpen bestieg er als Erster, wie den Phipps Peak 1896. Bei der Erstbesteigung des Mount Rolleston ist umstritten, ob Mannering 1891 den Hauptgipfel oder den südöstlichen Nebengipfel erreichte. Zum Zeitpunkt der Besteigung war noch nicht klar, welcher der beiden Gipfel höher ist. Zudem waren die Gipfel in Nebel gehüllt.
In Verbundenheit zum Bergsteigen luden Arthur Paul Harper und Mannering gemeinsam zum Eröffnungstreffen für den New Zealand Alpine Club am 11. März 1891. Der neu gegründete NZAC erhielt Ende Juli des Jahres eine Satzung. Bei den entsprechenden Wahlen wurde Mannering zum ersten Editor des New Zealand Alpine Club Jounal bestimmt. 1893 legte er dieses Amt nieder, das im Anschluss Malcolm Ross führte. Im Anschluss an die Ruhejahre des NZAC und den erneuten Aufbau durch Arthur Paul Harper folgte Mannering diesem von 1932 bis 1934 als Präsident des Clubs.